# 2729 Urumqi
2729 Urumqi este un asteroid din centura principală, descoperit pe 18 octombrie 1979, de Observatorul Zijinshan.